# Mouloud Mammeri
Pour les articles homonymes, voir Mammeri.
Mouloud Mammeri (en kabyle : Mulud At Mɛammer), né le 28 décembre 1917 à Taourirt Mimoune à Beni Yenni dans la wilaya de Tizi Ouzou en Algérie et mort le 26 février 1989 dans un accident de voiture à Aïn Defla en Algérie, est un écrivain, anthropologue, linguiste algérien spécialiste de la langue et de la culture  (amazigh).

## Biographie
Mouloud Mammeri naît dans le village de Taourirt-Mimoun dans la commune d'Ait Yenni, wilaya de Tizi Ouzou (Kabylie). Il fait ses études primaires dans son village natal. En 1928, il part chez son oncle, Mohammed Mammeri, installé à Rabat au (Maroc), où ce dernier est alors le chef du secrétariat particulier du sultan Sidi Mohammed (futur roi Mohammed V) et l'intendant général du Palais royal. Quatre ans après, il revient à Alger et poursuit ses études au Lycée Bugeaud (actuel Lycée Émir Abdelkader, à Bab El Oued, Alger). Il part ensuite au Lycée Louis-le-Grand à Paris, avec l'intention de rentrer à l'École normale supérieure. Mobilisé en 1939 et libéré en octobre 1940, il s'inscrit à la Faculté des Lettres d'Alger. Mobilisé à nouveau en 1942 après le débarquement américain, il participe aux campagnes d’Italie, de France et d'Allemagne.
À la fin de la guerre, il prépare à Paris un concours de professorat de Lettres et rentre en Algérie en septembre 1947. Il enseigne à Médéa, puis à Ben Aknoun et publie son premier roman, La Colline oubliée en 1952.
Il participe à la guerre d'indépendance algérienne sous le nom de guerre de Si Bouakaz, rédigeant notamment un rapport sur la question algérienne adressé à l'ONU. Mais sous la pression des événements, il quitte l'Algérie pour le Maroc en 1957 pour éviter l'arrestation.
De 1957 à 1962, Mouloud Mammeri reste au Maroc et rejoint l'Algérie au lendemain de son indépendance. De 1968 à 1972, il enseigne le berbère à l'université dans le cadre de la section d'ethnologie, la chaire de berbère ayant été supprimée en 1962. Il n'assure des cours dans cette langue qu'au gré des autorisations, animant bénévolement des cours jusqu’en 1973, tandis que certaines matières telles l’ethnologie et l’anthropologie jugées sciences coloniales doivent disparaître des enseignements universitaires. De 1969 à 1980, il dirige à Alger le Centre de recherches anthropologiques, préhistoriques et ethnographiques (CRAPE). Il fait également un passage éphémère à la tête de la première Union nationale des écrivains algériens, qu'il abandonne pour discordance de vue sur le rôle de l’écrivain dans la société.
Mouloud Mammeri recueille et publie, en 1969, les textes du poète kabyle Si Mohand. En 1980, c'est l'interdiction d'une de ses conférences à Tizi Ouzou sur la poésie kabyle ancienne qui est à l'origine des événements du Printemps berbère.
En 1982, il fonde à Paris le Centre d’études et de recherches amazighes (CERAM) et la revue Awal (La parole), animant également un séminaire sur la langue et la littérature amazighes sous forme de conférences complémentaires au sein de l'École des hautes études en sciences sociales (EHESS). Ce long itinéraire scientifique lui a permis de rassembler une somme d'éléments fondamentaux sur la langue et la littérature amazighes. En 1988, Mouloud Mammeri reçoit le titre de docteur honoris causa à la Sorbonne.
Mouloud Mammeri meurt le soir du 26 février 1989 des suites d'un accident de voiture, qui eut lieu près de Aïn-Defla, à son retour d'un colloque tenu à Oujda (Maroc) sur l’amazighité.
Le 27 février 1989, sa dépouille est ramenée à son domicile, rue Sfindja (ex Laperlier) à Alger. Mouloud Mammeri est inhumé, le lendemain, à Taourirt Mimoun à Ait Yenni. Plus de 200 000 personnes assistèrent à son enterrement.

## Œuvres
Ses œuvres les plus célèbres sont La Colline oubliée (1952), Le Sommeil du juste (1955) et L'Opium et le Bâton (1965).
Romans
- La Colline oubliée, Paris, Plon, 1952, 2e édition, Paris, Union Générale d’Éditions, S.N.E.D., col. 10/18, 1978  (ISBN 2264009071) ; Paris, Folio Gallimard, 1992  (ISBN 9782070384747).
- Le Sommeil du juste, Paris, Plon, 1955, 2e édition, Paris, Union Générale d’Éditions, S.N.E.D., col. 10/18, 1978 (ISBN 2264009081) édité erroné.
- L’Opium et le Bâton, Paris, Plon, 1965, 2e édition, Paris, Union Générale d’Éditions, S.N.E.D., col. 10/18, 1978  (ISBN 2264009063), Paris, La Découverte  (ISBN 2707120863) et 1992  (ISBN 9782707120861).
- La Traversée, Paris, Plon, 1982, 2e édition, Alger, Bouchène, 1992.

Nouvelles
- « Ameur des arcades et l’ordre », Paris, 1953, Plon, « La table ronde », no 72.
- « Le Zèbre », Preuves, Paris, no 76, juin 1957, p. 33–67.
- « La Meute », Europe, Paris, no 567-568, juillet-août 1976.
- « L’Hibiscus », Montréal, 1985, Dérives no 49, p. 67–80.
- « Le Désert atavique », Paris, 1981, quotidien Le Monde du 16 août 1981.
- « Ténéré atavique », Paris, 1983, revue Autrement no 5.
- « Escales », Alger, 1985, Révolution africaine ; Paris, 1992, La Découverte  (ISBN 270712043X).

Théâtre
- « Le Foehn ou la preuve par neuf », Paris, PubliSud, 1982, 2e édition, Paris, pièce jouée à Alger en 1967.
- « Le Banquet », précédé d’un dossier, la mort absurde des Aztèques, Paris, Librairie académique Perrin, 1973.
- « La Cité du soleil », sortie en trois tableaux, Alger, 1987, Laphomic, M. Mammeri : Entretien avec Tahar Djaout, p. 62–94.

Traduction et critique littéraire
- « Les Isefra de Si Mohand ou M’hand », texte berbère et traduction, Paris, Maspero, 1969, 1978  (ISBN 2-7071-0284-9) et 1982  (ISBN 2-7071-1315-8) ; Paris, La Découverte, 1987  (ISBN 2-7071-1315-8) et 1994  (ISBN 2-7291-0990-0).
- « Poèmes kabyles anciens », textes berbères et français, Paris, Maspero, 1980  (ISBN 2707111503); Paris, La Découverte, 2001  (ISBN 978-2707134264).
- « L‘Ahellil du Gourara », Paris, M.S.H., 1984  (ISBN 273510107X).
- « Yenna-yas Ccix Muhand », Alger, Laphomic, 1989.
- « Machaho, contes berbères de Kabylie », Paris, Bordas.
- « Tellem chaho, contes berbères de Kabylie », Paris, Bordas, 1980.

Grammaire et linguistique
- « Tajerrumt n tmazigt (tantala taqbaylit) », Paris, Maspero, 1976.
- « Précis de grammaire berbère », Paris, Awal, 1988  (ISBN 2-906659-00-2).
- « Lexique français-touareg », en collaboration avec J.M. Cortade, Paris, Arts et métiers graphiques, 1967.
- « Amawal Tamazigt-Français et Français-Tamazigt », Imedyazen, Paris, 1980.
- « Awal », cahiers d’études berbères, sous la direction de M. Mammeri, 1985-1989, Paris, Awal

Cinéma
- L'Opium et le Bâton. Réalisé par Ahmed Rachedi. Film tiré du roman éponyme. 1969.
- Tawrirt yetwattun Réalisé par Abderrahmane Bouguermouh. Film tiré du roman La Colline oubliée. 1996.

## Citation
« Vous me faites le chantre de la culture berbère et c'est vrai. Cette culture est la mienne, elle est aussi la vôtre. Elle est une des composantes de la culture algérienne, elle contribue à l'enrichir, à la diversifier, et à ce titre je tiens (comme vous devriez le faire avec moi) non seulement à la maintenir mais à la développer. »

 « C'est dans le sens de sa libération que mon peuple ira. »
Réponse de Mouloud Mammeri à l'article Les Donneurs de leçons paru dans le quotidien officiel, qui circula en Algérie sous forme dactylographiée en avril 1980.

## Jugements

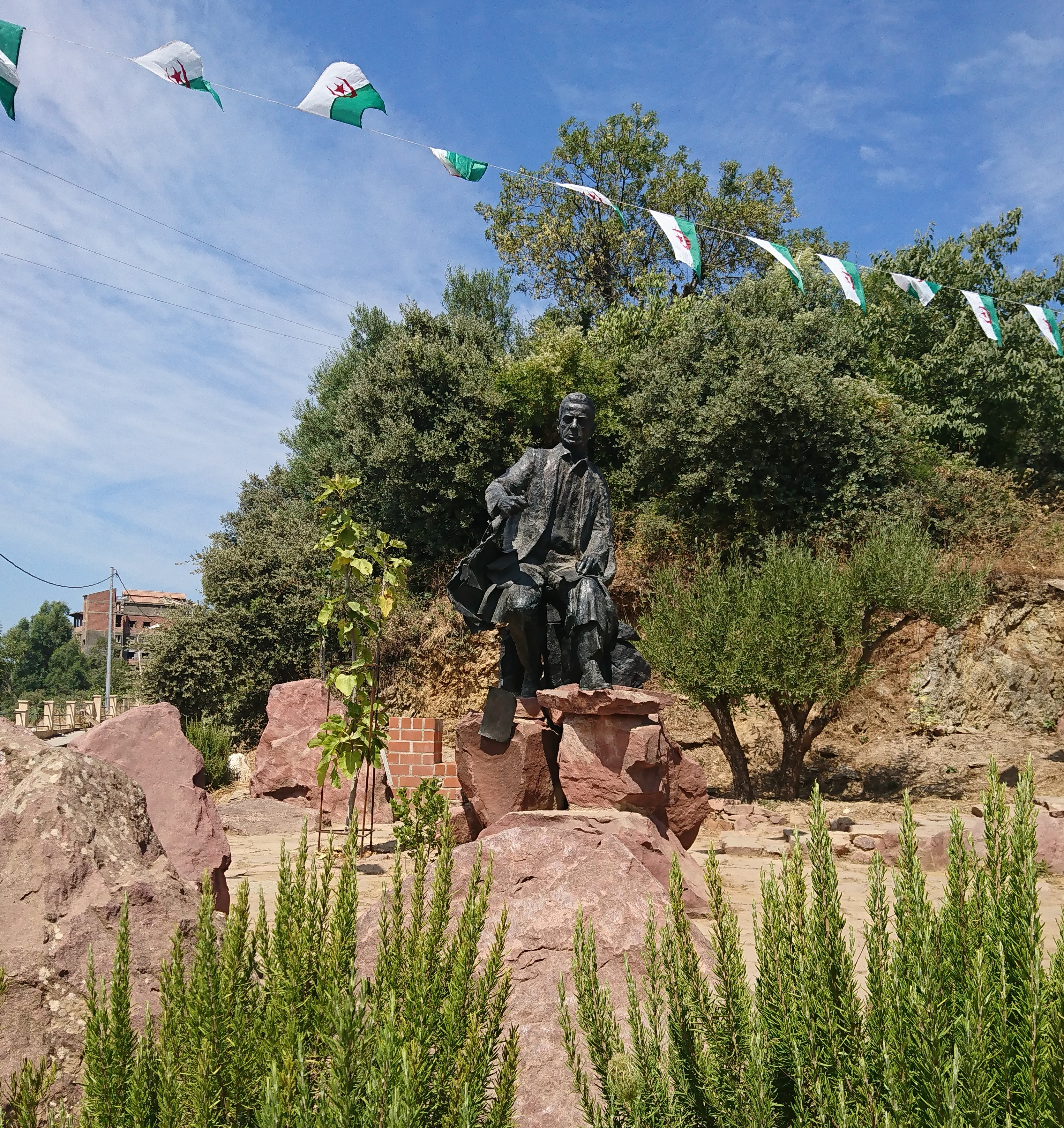
Statue de Mouloud Mammeri à Ait Yenni, village de Taourirt Mimoun

- « Ses romans représentent, si l'on veut, quatre moments de l'Algérie : La Colline oubliée les années 1942 et le malaise dans le village natal avec le départ pour le pays des « autres » ; Le Sommeil du juste l'expérience de l'Algérien chez ceux-ci et le retour, déçu, chez les siens ; L'Opium et le Bâton la guerre de libération dans un village de la montagne kabyle […]. Enfin La Traversée depuis 1962 se termine sur le désenchantement […]. 'La mystique est retombée en politique', le dogme et la servitude sont 'programmés'. »

Jean Déjeux, Dictionnaire des auteurs maghrébins de langue française, Paris, Éditions Karthala, 1984, p. 158  (ISBN 2865370852)
- « Tes rapports avec le pouvoir (tous les pouvoirs) ont été très clairs ; une distance souveraine […]. Tu n'acceptais aucune contrainte, aucun boulet à ton pied, aucune laisse à ton cou. Tu étais par excellence un homme libre. Et c'est ce que « Amazigh » veut dire. Cette liberté t'a coûté cher. De toute façon, tu en savais le prix et tu l'as toujours accepté. […] Ce serait faire affront à ta générosité et à ta noblesse d'âme que te m'attarder à l'énumération des injustices, des diffamations qui glissaient sur toi comme de simple égratignures […]. Qui peut oublier les débuts de l'année 80 ? Des hommes qui nient une partie de la culture de ce peuple […] t'interdisent de prononcer une conférence sur la poésie kabyle. De partout, de Bejaia, de Bouira, de Tizi-Ouzou, la Kabylie se lève pour défendre ses poètes. Et c'est toute l'Algérie qui, peu à peu, année après année, rejettera les baillons, les exclusions, les intolérances, la médiocrité et qui un jour d'octobre descendra dans la rue pour l'affirmer en versant une fois encore son sang. »

Tahar Djaout, Lettre à Da Lmulud, dans Algérie-Actualité, no 1221, Alger, 9 mars 1989, et Awal, no 5, 1989

## Décorations
- Achir de l'ordre du Mérite national d'Algérie.